# Equipo Chu
El Equipo Chu Hoi-dick de los Nuevos Territorios Occidentales (en chino: 朱凱廸新西團隊) fue un partido político hongkonés prodemocrático con sede en los Nuevos Territorios que existió entre 2016 y 2021.
En las elecciones a los consejos distritales de 2019, nueve personas del grupo se presentaron a la elección y siete obtuvieron escaño; aunque el fundador del grupo, Eddie Chu, fue uno de los que no lo obtuvieron. El equipo fue consultado por oficiales electrales chinos por su posicionamiento político de acuerdo a su posición «autodeterminación democrática», puesto que le ley que la República Popular China mantiene en Hong Kong prohíbe la política independentista. Habiendo quedado satisfechos con  la respuesta de los integrantes del equipo Chu, la Oficina electoral permitió la elegibilidad de los miembros para ocupar los escaños.
El 30 de julio de 2020, el gobierno decretó que el miembro del grupo, Lester Shum, así como una docena de candidatos Pro-Democracia, eran nominaciones no válidas para ocupar cargos públicos. La descalificación de Shum fue determinada por un proceso que evalúa si los candidatos se oponían a la promulgación de la nueva ley de Seguridad Nacional o estaban dispuestos a rechazar el separatismo.
El grupo aguantó las cinco demandas que se les interpusieron así como los cambios a la Ley Electoral de Hong Kong de 2021, pero, en 2021, Eddie Chu se vio forzado a anunciar la disolución del grupo tras ser arrestado por romper la ley de Seguridad Nacional de Hong Kong.

## Resultados electorales

### Elecciones locales
| Elección | Número total de votos | % de voto popular | Total elected seats | +/− |
| -------- | --------------------- | ----------------- | ------------------- | --- |
| 2019     | 31.369                | 1,07              | 7/452               | New |